# Guerre d'Abkhazie (1998)
Pour l’article homonyme, voir Guerre d'Abkhazie.
La guerre d'Abkhazie de 1998 est un conflit post-soviétique armé d'une durée de six jours, ayant eu lieu dans le district de Gali en Abkhazie (frontalier avec la Géorgie) après que des Géorgiens ethniques eurent lancé une insurrection contre le gouvernement séparatiste abkhaze. Le conflit est connu en Abkhazie sous le nom de Guerre des six jours, s'étant déroulé du 20 au 26 mai 1998, bien que des attaques insurgées se soient produites avant cette date. Ces combats sont en revanche les plus intenses depuis la fin de la guerre d'Abkhazie de 1993. Ils se soldent par un cessez-le-feu entre Abkhazes et Géorgiens à l'initiative du président géorgien Edouard Chevardnadze le 26 mai.
Le gouvernement abkhaze affirme que des « centaines de combattants géorgiens » ont été tués dans les affrontements par les forces armées abkhazes. Le conflit a par ailleurs entraîné la fuite de plusieurs dizaines de milliers de civils dans la ville de Zougdidi détenue par le gouvernement géorgien à la frontière avec l'Abkhazie. Des équipes du Comité international de la Croix-Rouge (CICR) ont par ailleurs été dépêchées sur place afin de traiter les blessés.

## Déroulement
Selon des sources abkhazes, la « Légion blanche » et les « Frères de la forêt », avec l'appui des troupes géorgiennes, auraient l'intention de s'emparer de Gali le 26 mai, jour de l'indépendance de la Géorgie. Les dirigeants abkhazes décident de mener une opération préemptive visant à éliminer les formations géorgiennes dans le district de Gali.
Selon les médias géorgiens, les forces abkhazes entrent dans le district de Gali le 20 mai avec environ 1 500 hommes, des chars T-55 et T-72, des véhicules blindés de transport de troupes et des pièces d'artillerie. Les combattants géorgiens, armés de lance-grenades et d'armes légères, tiennent bon sur des positions préalablement préparées, avec le soutien actif de l'artillerie et des véhicules blindés du ministère géorgien de l'Intérieur. Les combats les plus violents ont eu lieu dans les villages de Kkhoumouchkouri, Zemo-Bargebi, Sida et Saberio (le village où se trouve la salle de contrôle de la centrale hydroélectrique d'Ingouri). Les combats durent six jours.
Tôt le matin du 20 mai, les réservistes du Groupement des forces de l'Est, ainsi que des unités spéciales du ministère de la Défense, du Service de sécurité et du ministère des Affaires intérieures, ont lancé une offensive sur les villages de Kkhoumouchkouri et de Sida sous le commandement général du colonel V. Anoua, vice-ministre de la défense et commandant du groupe de forces de l'Est. Aux abords du village de Kkhoumouchkouri, les attaquants se heurtent à une défense profondément échelonnée et, après une bataille acharnée, ont été contraints de se retirer. Le second groupe, après avoir détruit un regroupement d'ennemis aux abords de Sida, s'empare du village.
À la suite de cette opération et de la reconnaissance qui a suivi, il est apparu que des fortifications avec des ouvrages d'art avaient été créées dans toutes les localités du district de Gali (à l'exception de la ville de Gali et du village de Tchoubourkhindji). Le nombre total des forces défensives, selon les estimations des services de renseignement, s'élevait à 2 000 hommes. Une opération militaire de grande envergure était donc nécessaire. Un poste de commandement a été formé au ministère de la Défense (à Soukhoumi), dirigé par le ministre de la Défense V. Mikanba.
Le 21 mai, le ministre géorgien de la Défense, David Tevzadze (en), s'est entretenu à Zougdidi avec le commandant du contingent de la CEI, le général Korobko. Pendant ce temps, les forces armées géorgiennes, le ministère de l'Intérieur et le service des gardes-frontières sont mis en état de préparation au combat. Le même jour, une délégation abkhaze arrive à Tbilissi pour des entretiens avec les dirigeants géorgiens.
Le 22 mai, lors d'une réunion extraordinaire du Conseil de coordination (établi en 1997 dans le cadre du processus de négociation de Genève), les parties approuvent un projet de protocole conjoint qui obligeait l'Abkhazie à retirer ses troupes du district de Gali et la Géorgie à mettre fin aux actions des unités de « guérilla » dans la région. Selon les experts, il s'agissait d'une reconnaissance indirecte du fait que les autorités géorgiennes avaient un certain contrôle sur les actions des paramilitaires.
Pendant ce temps, le matin du 22 mai, les forces abkhazes poursuivent leur offensive dans plusieurs directions à la fois. Pendant la première phase de l'opération, la résistance a été réprimée dans les localités de Tskhir, Kkhoumouchkouri, Sachamouguio, Zemo-Bargebi et Tagiloni. Le 24 mai, les lignes de front sont formées le long de la ligne Gare de Salkhino - Tagiloni-1 - Sida-2 (ancienne zone de prison) - Zemo-Bargebi, Saboutbaio. Avec le début d'une opération à grande échelle des forces abkhazes, le commandement des forces géorgiennes fait appel au président Edouard Chevardnadze pour envoyer des véhicules blindés dans le district de Gali et commencer une guerre à grande échelle contre l'Abkhazie. Mais le président et le ministre géorgien des Affaires étrangères refusent. À l'initiative du président Chevardnadze, le ministre russe de la Défense, Igor Sergueïev, donne instruction au commandant de la mission de maintien de la paix d'assurer la protection de la population civile géorgienne, à nouveau contrainte de fuir les combats, comme en 1993.
Alors que les forces abkhazes poursuivent leur offensive, des négociations de cessez-le-feu ont eu lieu à Gagra avec la médiation du représentant spécial du secrétaire général des Nations unies, L. Botha, et du commandant du contingent de la CEI, S. Korobko.
Le 24 mai, les ministres géorgiens de l'énergie ont discuté de l'évolution de la situation lors d'une réunion à huis clos à Zougdidi. Dans le même temps, le bureau du procureur général de Géorgie a officiellement déclaré qu'aucun militaire de l'armée régulière géorgienne ne prenait part aux actions militaires sur le territoire du district de Gali. Du 23 au 26 mai, des unités de la 1re brigade des troupes de l'intérieur géorgiennes ont été déployées sur le territoire du district de Gali - plus tard, le ministre de la Défense David Tevzadze a expliqué qu'il s'agissait de maintenir le « corridor de sécurité » pour les réfugiés civils.
Le 25 mai, la Géorgie et l'Abkhazie ont signé un « Protocole sur le cessez-le-feu, la séparation des formations armées et les garanties pour prévenir les actions violentes » (« Protocole de Gagra »), en vertu duquel la Géorgie s'engageait à « prendre des mesures efficaces pour empêcher les groupes terroristes et subversifs, les formations armées et les individus de pénétrer en Abkhazie », et l'Abkhazie à « prévenir les actions violentes illégales contre la population civile du district de Gali ». Selon le document signé, un cessez-le-feu aurait dû entrer en vigueur à 6 heures du matin le 26 mai, après quoi un désengagement des parties belligérantes aurait dû commencer, mais les forces abkhazes ont poursuivi l'opération jusqu'à 15 heures du matin le 26 mai, prenant le contrôle de presque tout le territoire du district de Gali. Environ trente mille civils ont à nouveau fui vers le territoire contrôlé par la Géorgie à Zougdidi.